# Porsche 718
De Porsche 718 was een sportwagenmodel van de firma Porsche. De auto kwam voort uit de Porsche 550.
Oorspronkelijk ontwikkeld als tweezits-sportwagen (De RSK), zou de auto het tot Formule 2 en zelfs Formule 1 auto schoppen. De Nederlandse coureur Carel Godin de Beaufort reed in een dergelijke auto. Bij de Targa Florio behaalde de Porsche 718 in 1959 en 1960 twee keer de overwinning. Bij de 24 uur van Le Mans in 1958 was de 718 RSK met zijn 142 pk boxermotor goed voor de derde plaats algemeen en de overwinning in zijn klasse (tot 2 liter).

## Versies
Van de 718 zijn door de jaren heen diverse versies geproduceerd:
- Porsche 718/1500 RSK Spyder[1]
- Porsche 718/2 Monoposto[2]
- Porsche 718 RS 60 Spyder[3]
- Porsche 718 RS 61 Spyder[4]
- Porsche 718 W-RS Spyder[5]
- Porsche 718 GTR Coupé[6]

## Trivia
- In december 2015 maakte Porsche bekend dat de nieuwe generatie Porsche Boxster en Porsche Cayman vanaf medio 2016 door het leven zullen gaan als 718 Boxster en 718 Cayman. De aanduiding 718 is een verwijzing naar de Porsche 718.

## Galerij

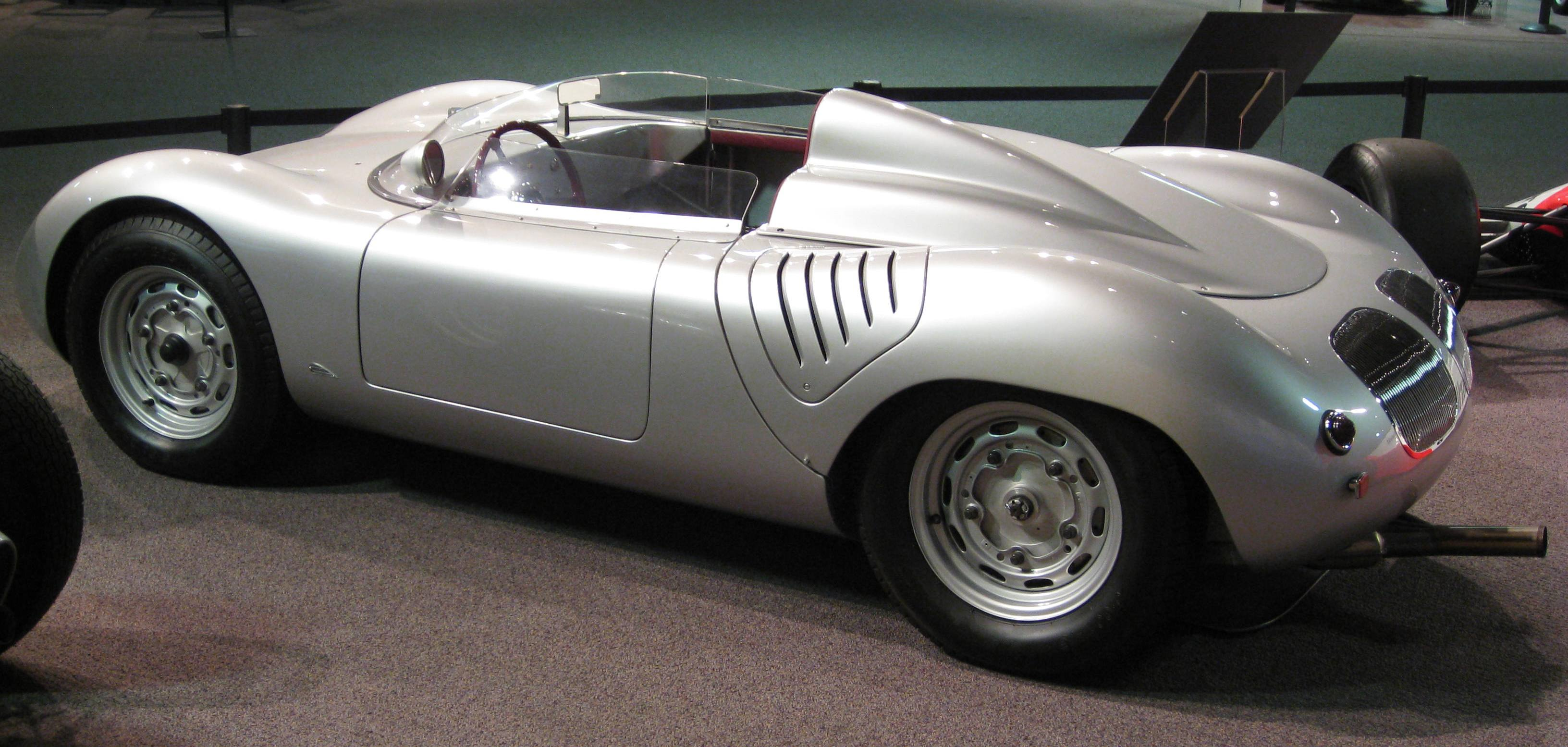
718 RSK Spyder, 1958
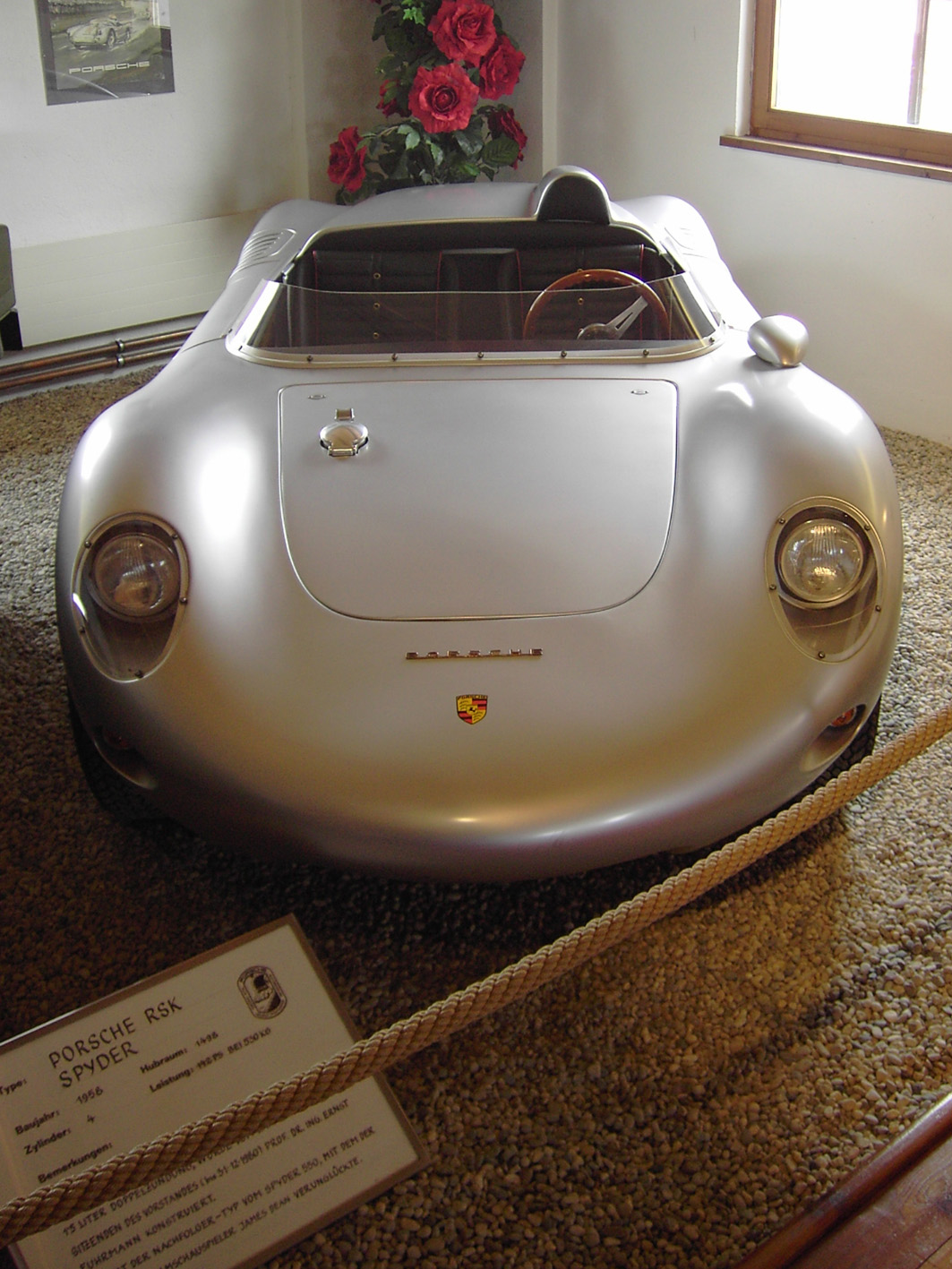
718 RSK Spyder Replica
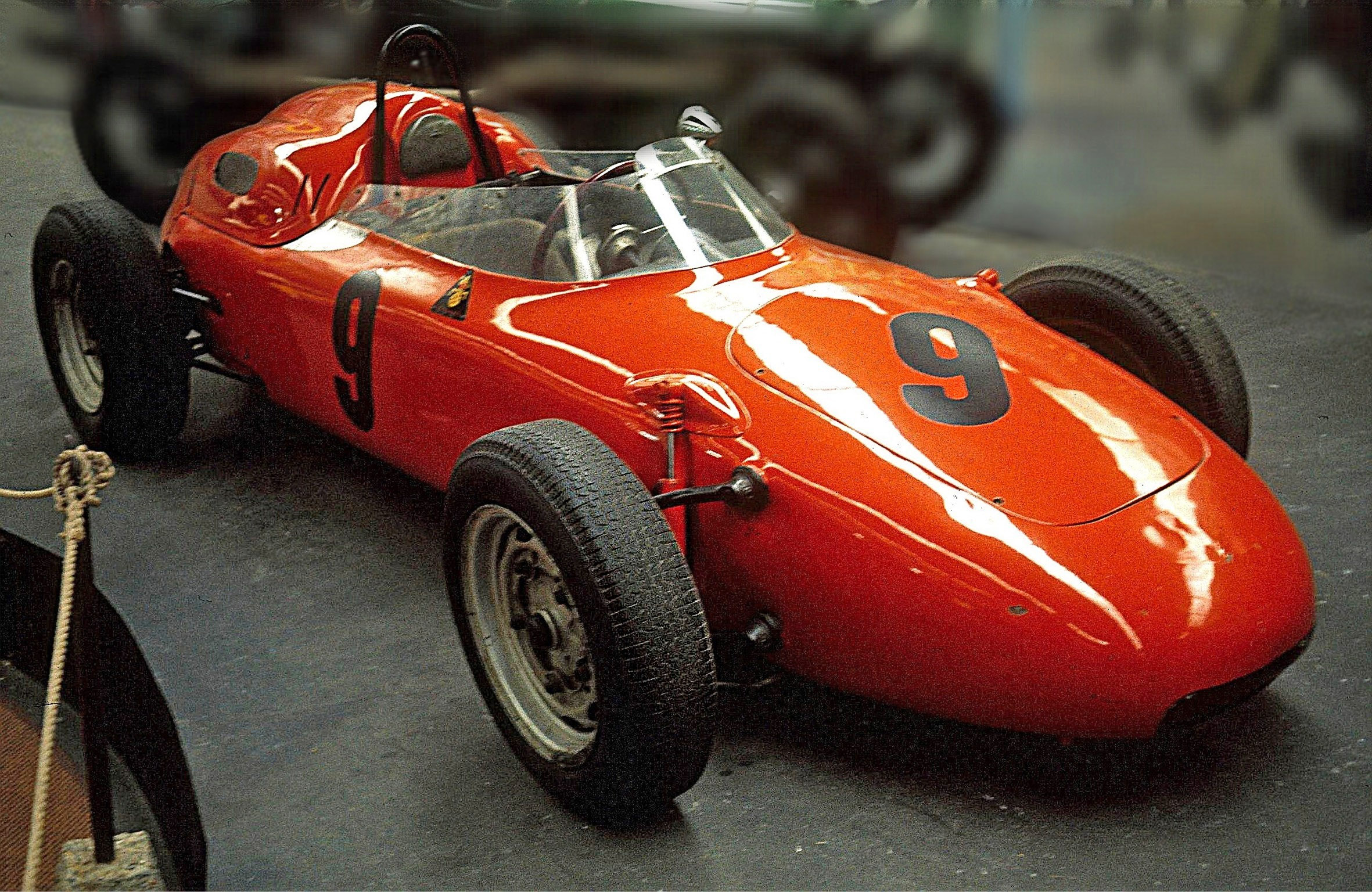
718/2 Monoposto van Carel de Beaufort